# 영화 평론
영화 평론(映畵評論) 또는 영화 비평(映畵批評)은 영화를 분석하고 비판하는 것을 말한다. 영화 평론을 직업으로 하는 사람을 영화 평론가(映畵評論家) 또는 영화 비평가(映畵批評家)라고 한다.

## 방법론
영화 평론의 방법론은 서너 가지가 있다. 첫째는 작가론(auteurism)으로, 영화작가의 전기적 연구 및 작품의 시대적 분류, 분석을 통하여 그 영화작가의 작품에 대한 접근을 시도하는 것이다. 둘째는 내러티브(narrative)분석이다. 이것은 줄거리의 구조적 분석을 통한 방법론이다. 셋째는 내러티브의 분석을 통한 이념적 탐색이다. 넷째는 영화적 장치(cinematic apparatus)에 의한 분석이다. 이는 촬영, 편집, 조명, 연기, 연출, 분장, 음악, 미술, 특수효과, 음향 등 모든 기술적 협력으로 이루어지는 영화의 몸체에 대한 분석과 그것에 대한 비평을 하게 되는 부분이다. 영화 평론은 상당한 양의 지식을 필요로 하는 전문적인 작업이다.

## 평론과 리뷰의 차이
영화 평론은 단순한 리뷰와는 구별되는 것이다. 리뷰는 줄거리와 구성을 요약하고 간단히 평을 하는 것이다. 반면 평론은 리뷰보다 작성하는 데 시간이 오래 걸리고 학문적이다. 평론은 영화를 평가하는 '론'으로써 "영화가 좋고 나쁨이 아니라 영화에서 발견할 수 있는 현상과 그 현상의 의미를 발견하는 것"이다. 예를 들면 영화 <괴물>에서 한국 사회의 의식을 발견하는 것 따위가 평론에 해당한다.

## 평론과 대중의 관점 사이의 괴리
영화 평론은 대중이 느끼는 것과 괴리가 당연히 있을 수 있다. 우선 '대중'도 서로서로 취향이나 가치관, 의견이 달라 여러 분류로 세분화가 될 수 있는데, 평론가도 크게 본다면 대중에 속하므로 이 괴리감은 당연히 발생할 수 밖에 없다. 평론가의 평가와 일반인의 평가가 다른 경우가 종종 발생하는 이유 중 하나엔 초점에 의한 차이가 있다. 일반 관객은 전체 영화 중 특정 포인트에 집중해서 평가를 할 때가 많은 반면, 평론가는 영화 전체의 짜임새와 여러 가지 요소를 종합적으로 보는 경우가 일반적이다.

## 같이 보기
- 역대 최고의 영화 목록